# Tyriobapta
Genre
Tyriobapta est un genre de la famille des Libellulidae appartenant au sous-ordre des anisoptères dans l'ordre des odonates. Il comprend trois espèces.

## Espèces du genre
- Tyriobapta kueckenthali (Karsch, 1903)
- Tyriobapta laidlawi Ris, 1919
- Tyriobapta torrida Kirby, 1889